# Andrea Tschacher
Andrea Tschacher (* 3. Dezember 1972 in Dresden) ist eine deutsche Politikerin der Christlich Demokratischen Union Deutschlands (CDU) und seit 2017 Abgeordnete des Schleswig-Holsteinischen Landtages.

## Leben und Beruf
Andrea Tschacher erhielt 1989 die Mittlere Reife und absolvierte im Anschluss eine Ausbildung zur Bekleidungsfertigerin sowie eine Anwartschaft als Beamtin für den mittleren Verwaltungsdienst. Ab 1994 arbeitete sie als Verwaltungsbeamtin im Amt Hohe Elbgeest, danach war sie von 2005 bis 2017 als Integrationsfachkraft im Jobcenter Herzogtum Lauenburg (Verwaltungsoberinspektorin im gehobenen Verwaltungsdienst) tätig.
Andrea Tschacher ist ledig und römisch-katholischer Konfession.

## Politisches Engagement
Tschacher trat 1997 in die Junge Union (JU) und 2000 in die CDU ein. Sie ist Ehrenkreisvorsitzende der JU Herzogtum Lauenburg. Andrea Tschacher engagierte sich ab 2000 als Geschäftsführerin des CDU-Ortsverbandes Aumühle, war von 2007 bis 2012 außerdem dessen stellvertretende Ortsverbandsvorsitzende. Zudem wirkt sie seit 2001 als Mitglied im Kreisvorstand der CDU Herzogtum Lauenburg, zunächst als Beisitzerin und seit 2009 als stellvertretende Kreisvorsitzende.

## Mandate
Von 2003 bis 2013 engagierte sich Tschacher in der Gemeindevertretung Aumühle. Seit 2005 ist sie Mitglied des Lauenburgischen Kreistages und war dort von 2008 bis 2013 als stellvertretende Kreispräsidentin tätig, im Anschluss als stellvertretende Fraktionsvorsitzende der CDU.
Andrea Tschacher kandidierte bei der Landtagswahl in Schleswig-Holstein 2017 im Wahlkreis Lauenburg-Süd und unterlag als Direktkandidatin mit 35,6 % knapp der SPD-Kandidatin Kathrin Wagner-Bockey (36,0 %). Nach dem Einzug der Landtagsabgeordneten Petra Nicolaisen in den Bundestag rückte Andrea Tschacher in den Landtag nach. Sie war dort in der 19. Wahlperiode im Sozialausschuss tätig. In der CDU-Fraktion fungierte Tschacher in der 19. Wahlperiode als drogen- und suchtpolitische Sprecherin sowie als Fachsprecherin für Menschen mit Behinderungen. Bei der Landtagswahl in Schleswig-Holstein 2022 konnte sie mit 42,2 % der Erststimmen über das Direktmandat im Wahlkreis Lauenburg-Süd in den Landtag einziehen.